# Спорт в Тонге

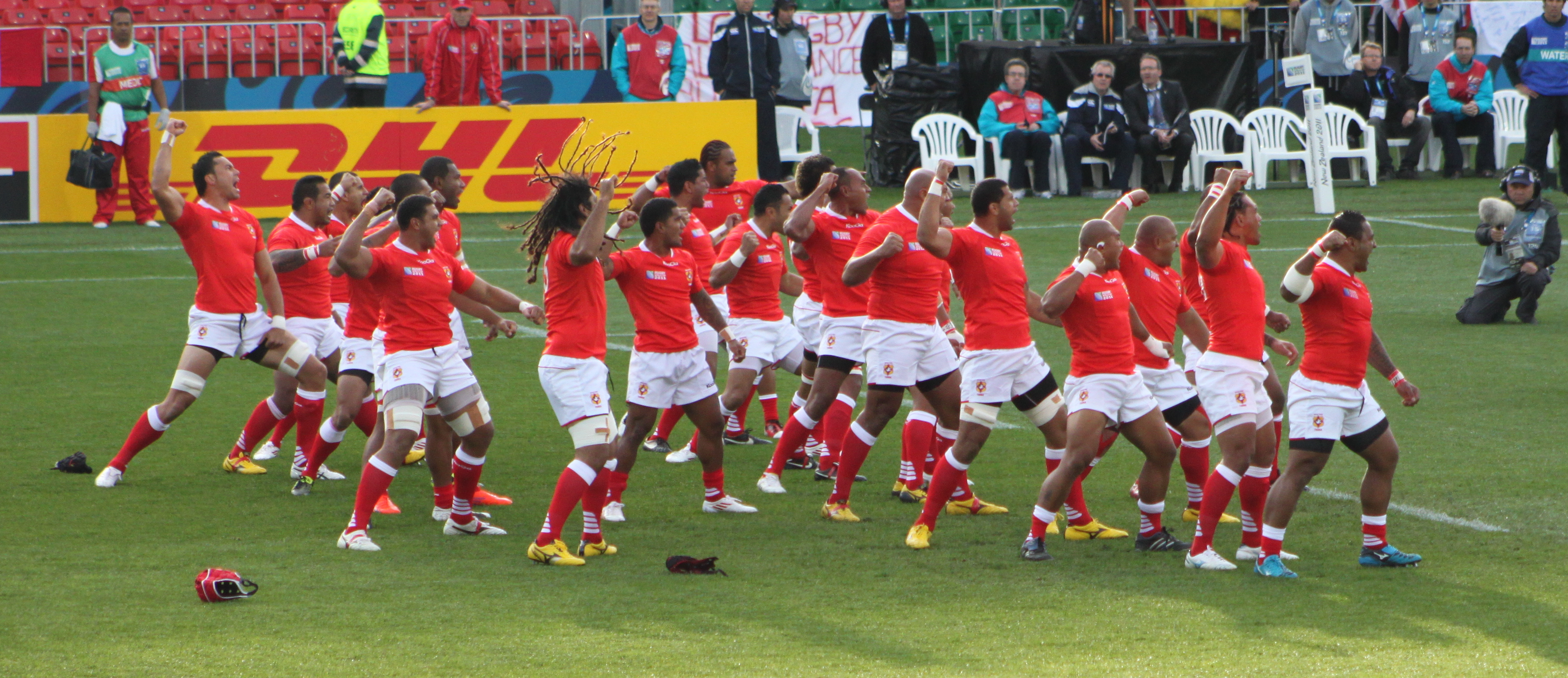
Спортсмены из Тонга танцуют перед игрой со
сборной Франции на чемпионате мира по регби в 2011 году

Регби является национальным спортом в Тонге. Также популярными видами спорта являются сумо, футбол, дзюдо, сёрфинг, волейбол, крикет, регбилиг и австралийский футбол.

## Регби
Сборная Тонги по регби достаточно хорошо выступает на международной арене. Несмотря на то, что у сборной много преданных фанатов, Тонга очень маленькая страна, поэтому сборная сильно ограничена в ресурсах. В связи с этим многие молодые талантливые игроки эмигрируют в страны с более развитой регбийной инфраструктурой.
Сборная Тонги 6 раз выступала на чемпионате мира по регби, впервые в 1987 году.

## Регбилиг
Регбилиг — командный спорт, пользующийся популярностью в Тонге. По данным на 2007 год, в Тонге более 1500 профессиональных игроков в регбилиг.
Также в стране имеется национальная сборная, трижды принимавшая участие в чемпионатах мира по этому спорту|, а также участвующая в Тихоокеанском кубке. На данный момент сборная Тонги занимает 4 место в мировом рейтинге.

## Участие в Олимпиаде
Тонга также представлялась на Олимпийских играх, причём как на летних, так и на зимних.